# Assaming Mae
Assaming Mae (thailändisch อัสมิง แม, * 13. Juni 1988 in Narathiwat) ist ein thailändischer Fußballspieler.

## Karriere
Assaming Mae stand bis Ende 2010 beim Prachinburi United FC unter Vertrag. Wo er vorher unter Vertrag stand, ist unbekannt. Der Verein aus Prachin Buri spielte in der dritten Liga, der damaligen Regional League Division 2. Hier trat der Verein in der Central/Eastern Region an. 2011 wechselte er zu Police United. Der Verein aus der thailändischen Hauptstadt Bangkok spielte in der ersten Liga des Landes, der Thai Premier League. Für Police absolvierte er mindestens 22 Spiele in der ersten Liga. Ende 2014 musste er mit Police in die zweite Liga absteigen. Nach  dem Abstieg verließ er den Verein und schloss sich dem ebenfalls in Bangkok beheimateten Erstligisten Port FC an. Bei Port kam er in der Hinserie nicht zum Einsatz. Zur Rückrunde unterschrieb er einen Vertrag beim Ligakonkurrenten Chainat Hornbill FC in Chainat. Für Chainat stand er 24-mal in der ersten Liga auf dem Spielfeld. 2016 gewann er mit Chainat den FA Cup. Aufgrund des Todes von König Bhumibol Adulyadej wurde der Wettbewerb 2016 im Halbfinale abgebrochen und allen vier verbliebenen Teilnehmern (Chainat Hornbill FC, Chonburi FC, Ratchaburi Mitr Phol, Sukhothai FC) der Titel zugesprochen. Nach Vertragsende in Chainat war er von Januar 2017 bis Juni 2017 vertrags- und vereinslos. Am 1. Juli 2017 verpflichtete ihn der Drittligist Nara United FC. Mit dem Verein aus Narathiwat spielte er in der dritten Liga, der Thai League 3. Hier trat man in der Lower Region an. Ayutthaya FC, ebenfalls ein Drittligist, der in der Upper Region spielte, nahm ihn Anfang 2018 unter Vertrag. Hier spielte er bis Ende 2019.
Seit dem 1. Januar 2020 ist Assaming Mae vertrags- und vereinslos.

## Erfolge
Chainat Hornbill FC
- FA Cup: 2016